# Ptácký rybník
Ptácký rybník je rybník zhruba obdélníkovitého tvaru o rozloze asi 4,0 ha, který leží na Svatojiřském potoce v lese asi 1400 m jihozápadně od centra obce Ledce v okrese Mladá Boleslav. Je součástí rybniční soustavy ležící na Svatojiřském potoce a sestávající celkem ze sedmi rybníků v pořadí od pramene potoka: Borůvek, Melicharovský rybník, Ptácký rybník, Neřád, Jistebský rybník, rybník Kamenec a rybníka Hladoměř. Tato rybniční soustava je zakreslena již na mapovém listě č. 76 z I. vojenského mapování z let 1764–1783.
Rybník je využíván pro chov ryb.

## Galerie

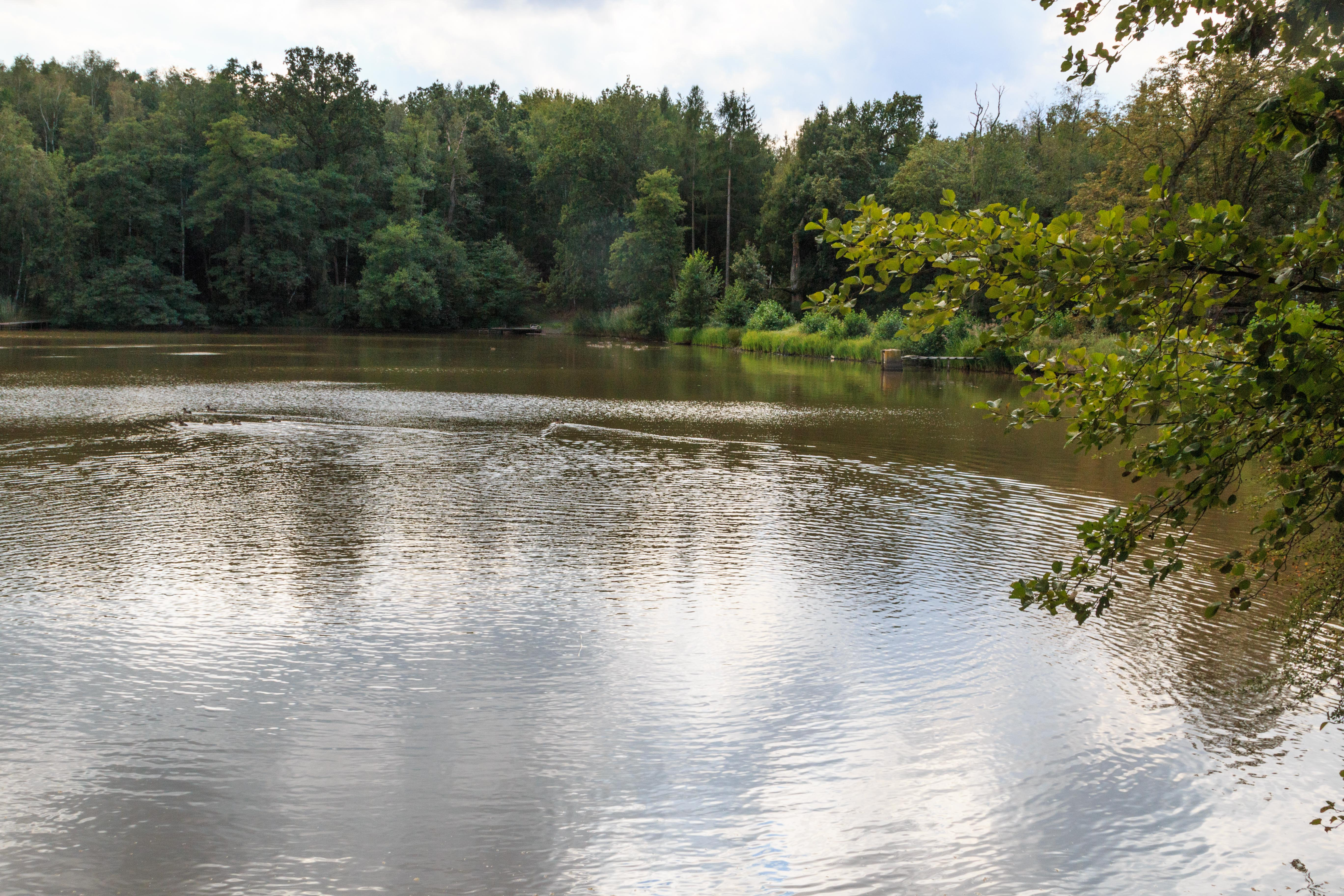
Pohled na Ptácký rybník
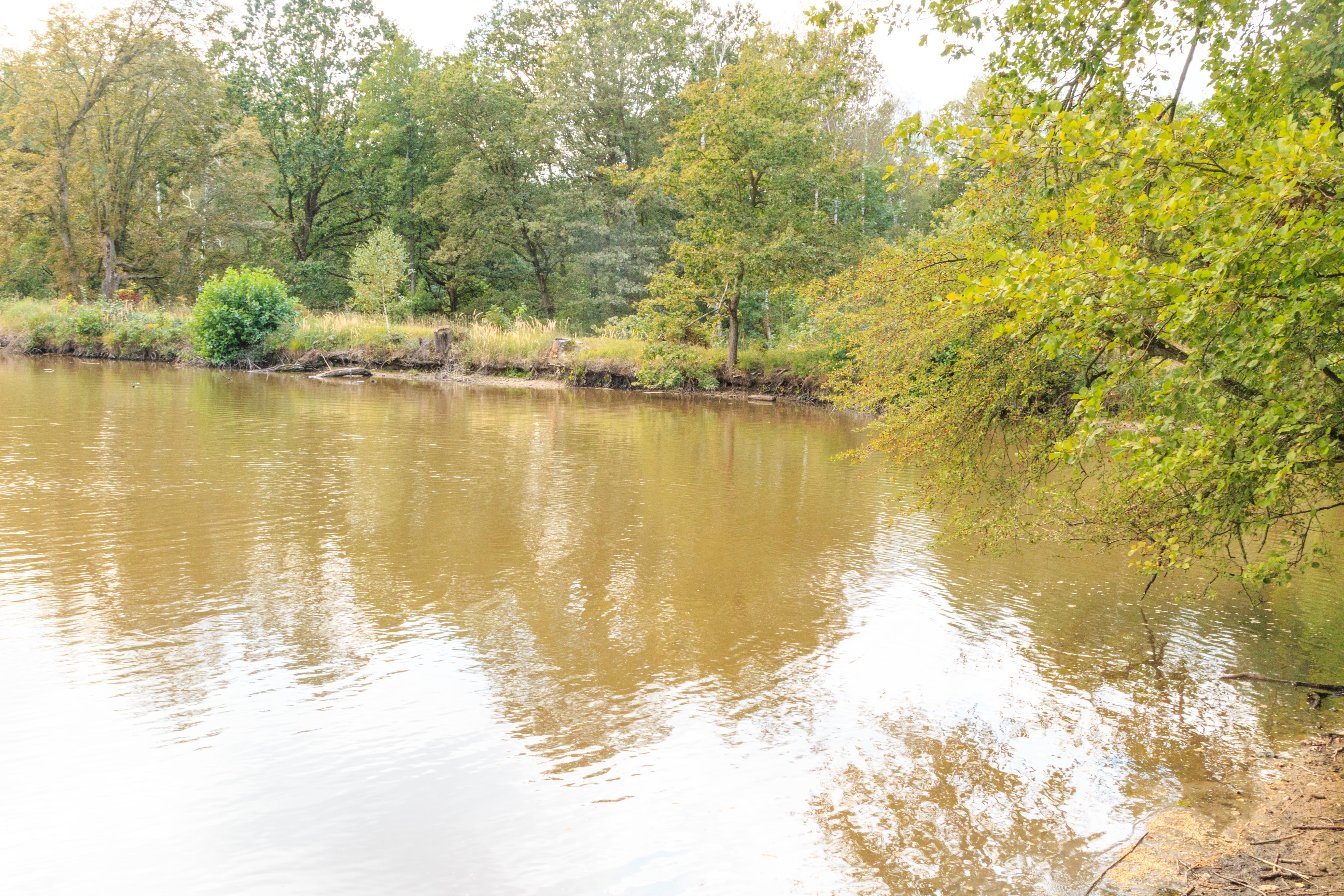
Pohled na Ptácký rybník
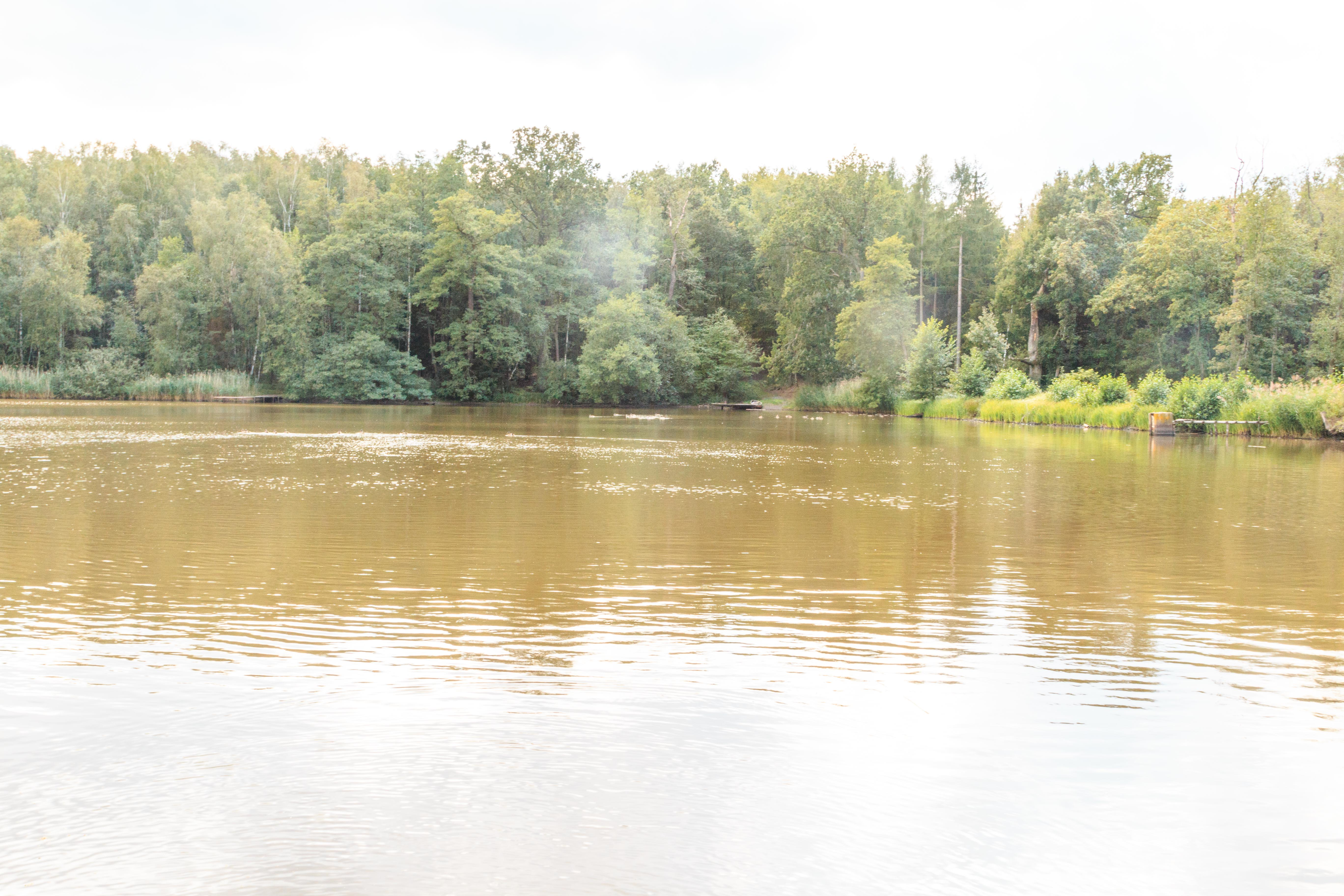
Pohled na Ptácký rybník
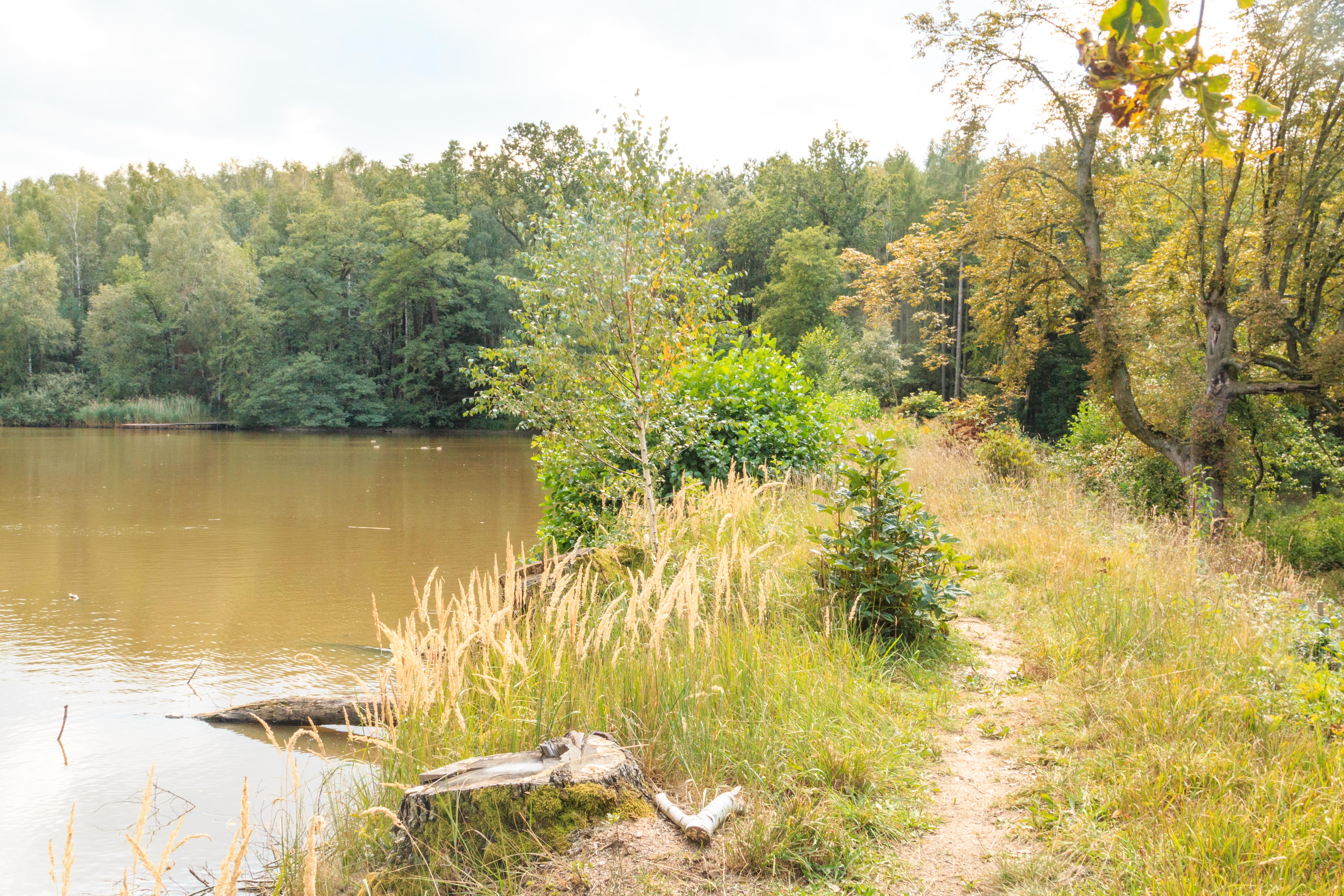
Pohled na Ptácký rybník
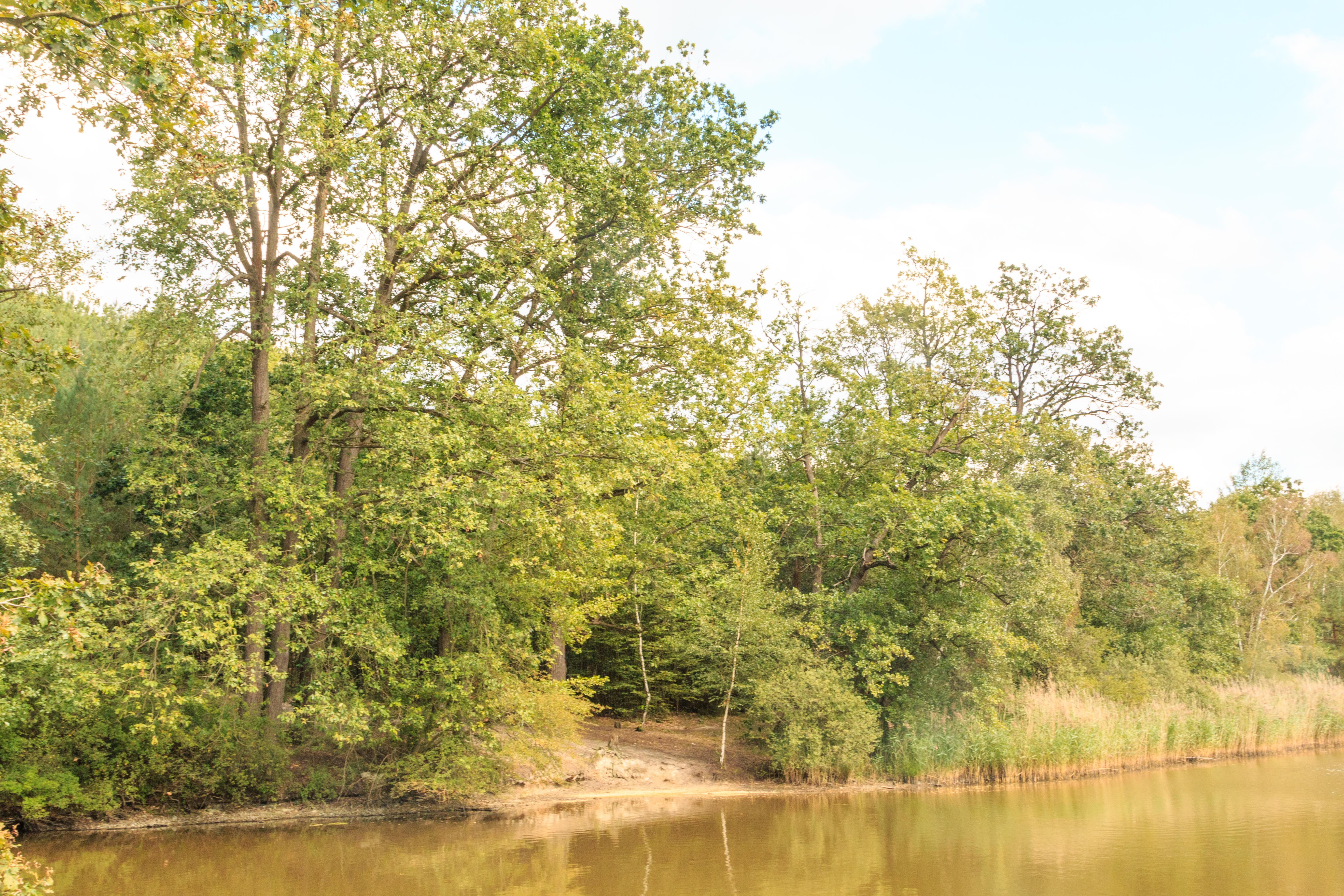
Pohled na Ptácký rybník
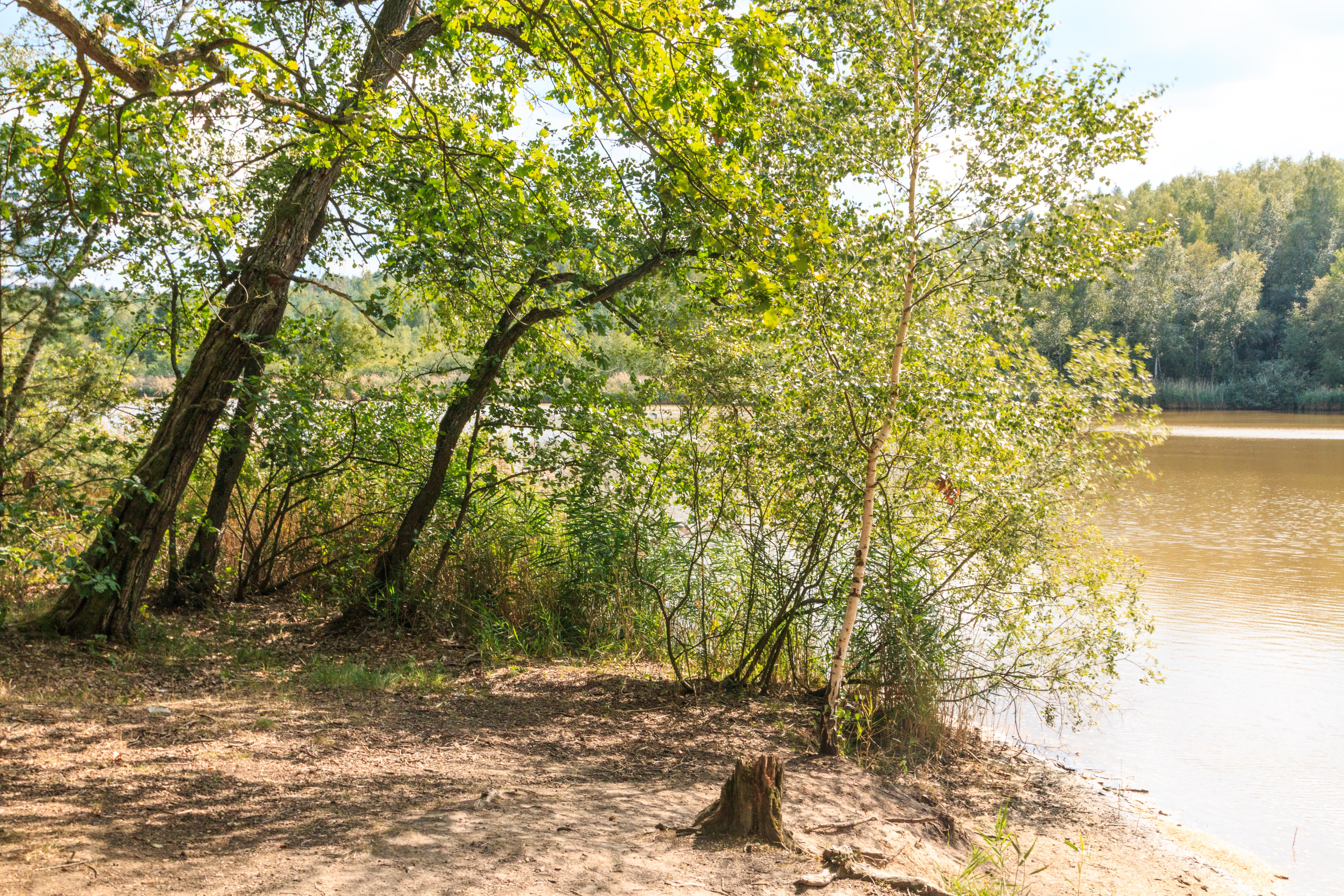
Pohled na Ptácký rybník